# Polygala ambigua
Polygala ambigua är en jungfrulinsväxtart som beskrevs av Thomas Nuttall. Polygala ambigua ingår i släktet jungfrulinssläktet, och familjen jungfrulinsväxter. Inga underarter finns listade i Catalogue of Life.